# Phoenix Brussels in het seizoen 2020/21
Het seizoen 2020/2021 was het 22e jaar in het bestaan van de Brusselse basketbalclub Phoenix Brussels sinds de fusie in 1999.

## Verloop
Maar twee spelers bleven van de ploeg van 2019/20 over dit waren Niels Foerts en William Robeyns. Nieuwkomers waren Darius Washington Jr., B.J. Raymond, Thomas Massamba, Ryan Richards en Pavle Đurišić en de Belgen Louis Hazard, Ayoub Nouhi, Elijah Tshibangu, Sean Pouedet en Rochdi Benzouien. In september 2020 kwam daar ook nog de Letse center Viktors Iļjins bij. Met Ian Hanavan werd ook een nieuwe hoofdcoach aangesteld. In januari 2021 werd de Zuid-Soedanees Angelo Chol gehaald als vervanger van de vertrokken Ryan Richards.
Brussels eindigde fase twee als laatste met maar vier overwinningen. Hierdoor kwalificeerde de club zich niet voor de play-offs. In de beker van België verloren ze in de achtste finale van de Kangoeroes Mechelen.

## Selectie
Antwerp Giants ·
Kangoeroes Basket Mechelen ·
Leuven Bears ·
Liège Basket ·
Limburg United ·
Okapi Aalst ·
Oostende ·
Phoenix Brussels ·
Union Mons-Hainaut ·
Spirou Charleroi